# كلارنس ووكر
كلارنس ووكر (بالإنجليزية: Clarence Walker)‏ (13 ديسمبر 1898 ببورت إليزابيث في جنوب أفريقيا - 30 أبريل 1957 بروديبورت في جنوب أفريقيا) هو ملاكم جنوب أفريقي، صنّف ضمن فئة وزن البانتام ‏. شارك في الألعاب الأولمبية الصيفية 1920 والملاكمة في الألعاب الأولمبية الصيفية 1920 – وزن البانتام.

## وصلات خارجية
- كلارنس ووكر على موقع بوكس ريك (الإنجليزية) (registration required)
- كلارنس ووكر على موقع اللجنة الأولمبية الدولية (الإنجليزية)
- كلارنس ووكر على موقع أوليمبيديا (الإنجليزية)